# Classification des ponts
La classification des ponts peut être différente selon le critère de classement : la fonction, les matériaux, la structure, le type de travées (indépendante, continue, cantilever), l'importance de l'ouvrage (courant - non courant) ou selon des critères propres aux familles d'ouvrages (type de voûte pour les ponts voûtés ou types de nappes pour les ponts à haubans). Ces différents classements peuvent être croisés entre eux pour former des subdivisions.

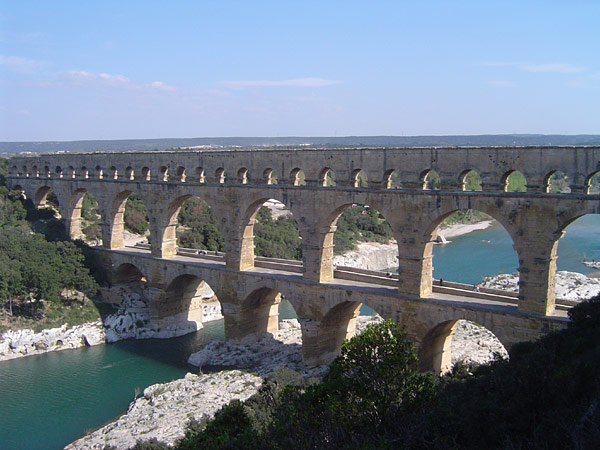
Pont du Gard, pont-aqueduc (selon la fonction), pont voûté en maçonnerie (selon la structure) - France

## Classification selon la voie publique
La fonction d'un pont est liée à la fonction de la voie de communication portée :
- un pont-route ou pont routier désigne un ouvrage portant une route. Les ponts autoroutiers désignant un ouvrage portant une autoroute, sont rangés dans la famille des ponts-routes,
- un pont-rail ou pont ferroviaire désigne un ouvrage portant une voie ferrée ou un tramway,
- une passerelle désigne un ouvrage portant une voie piétonne, pour les piétons, voire dans certains cas pour les deux-roues,
- un pont-aqueduc ou aqueduc désigne un ouvrage portant une canalisation d'eau, par contre un oléoduc ou un gazoduc désigne explicitement la canalisation et non l'ouvrage qui la supporte,
- un pont-canal désigne un ouvrage portant un canal,
- un pont-avion ou pont-taxiway permettant le franchissement par les avions de routes comme, par exemple, à l'aéroport de Paris-Charles-de-Gaulle[Note 1].
- un écoduc est un passage construit ou réservé dans un milieu aménagé, pour permettre aux espèces animales, végétales, fongiques, etc. de traverser des obstacles construits par l'homme ou résultant de ses activités.

## Classification selon la structure et l'architecture
La conception architecturale générale d'un ouvrage de franchissement fixe fait appel aux trois modes fondamentaux de fonctionnement mécanique des structures (flexion, compression et traction) pour donner cinq types de ponts fixes : les ponts à voûtes, les ponts à poutres, les ponts en arc, les ponts suspendus et les ponts à haubans.

### Ponts voûtés
Le ponts voûtés sont des ponts appartenant à la classe des ponts en arc. Ils ont été construits en pierre pendant plus de 1 500 ans, ce qui leur a valu la dénomination usuelle de ponts en maçonnerie. Puis le béton armé a supplanté la pierre, mais bientôt les ponts métalliques, autorisant de plus grandes portées, ont supplanté les ponts voûtés qui sont restés cantonnés aux portées faibles. Le métal est également utilisé pour certains types de ponts voûtés.
Les ponts voûtés couvrent les portées de 2 à 100 mètres. Pour les très petites portées, les ponceaux voûtés massifs et en plein cintre, essentiellement employés comme ouvrages de décharge hydraulique, sont des ouvrages plutôt rustiques, mais ils constituent une solution simple et robuste. Des ouvrages en voûte mince, constitués d'éléments préfabriqués en béton ou métalliques, sont souvent employés pour des ouvrages courants jusqu'à 9 m d'ouverture à condition que la hauteur de couverture du remblai reste inférieure à 7 m et que le rapport de leur hauteur à leur ouverture soit compris entre 0,6 et 1. Au-delà des ouvrages utilisés actuellement dans le domaine des ponts en arc sont en béton armé.
Plusieurs critères peuvent différencier les ponts voûtés : la forme de la voûte, le type d’appareillage de la voûte, le type d’avant-bec ou d’arrière-bec. Ainsi la voûte peut être en plein cintre (demi-cercle parfait), en arc de cercle (segment d’arc), en ogive, en anse de panier ou en ellipse. Le bandeau de la voûte peut être extrados à pierres rayonnantes, à double rouleau, bloqué, à double rouleau non extrados, en tas de charge, avec platebande en tas de charge. Les becs peuvent être triangulaires, en amande, rectangulaires, ou circulaires.

#### Forme de la voûte
| Type d'ouvrage      | Schéma | Photo              | Commentaire |
| ------------------- | ------ | ------------------ | --- |
| Arc en plein cintre |        | Vieux pont de Gien | L'arc de plein cintre est composé d'un demi-cercle complet, c'est le type de voûte le plus rencontré, présent dans environ 67 % des ponts ferroviaires en maçonnerie du réseau français. Les voûtes peuvent être surhaussées (c'est le cas pour le vieux pont de Gien), outrepassées (légère extension du demi-cercle) ou bombées (légère diminution du demi-cercle). Les Romains utilisèrent quasi exclusivement ce type de voûte,. |
| ogival              |        | Pont Saint-Martial | L'ogive est formée de deux arcs de cercle qui se coupent à la clef, on dit également arcs brisés. La forme est très ancienne mais c'est au Moyen Âge qu'elle fut largement employée, car elle présente entre autres l'avantage de réduire les efforts horizontaux, et facilite ainsi la construction arche par arche dans le cas de ponts à travées multiples,.                                                                      |
| arc de cercle       |        | Pont des Invalides | Ces voûtes sont conçues à l'aide d'un arc de cercle inférieur à un demi-cercle. Le surbaissement des voûtes se développa à partir du XVIe siècle ; toutefois, c'est au XVIIIe siècle et sous l'influence de Jean-Rodolphe Perronet que les voûtes des ponts en maçonnerie devinrent beaucoup plus surbaissées qu'auparavant et les piles s'affinèrent de façon à favoriser l'écoulement des eaux.                                    |
| anse de panier      |        | Pont de Tolbiac    | Très proche de l'ellipse, la voûte en anse de panier est composée d'un nombre impair d'arcs de cercle successifs dont les rayons varient au droit de la clef. Les concepteurs optaient généralement davantage pour ce type de voûte qui était plus facile à tracer que la forme elliptique. Elle possède également l'avantage de laisser passer un plus grand volume d'eau.                                                          |

#### Type de bandeau
Le bandeau matérialise l'extrémité transversale de la voûte, il reçoit le mur tympan qui lui sert de soutènement au remplissage de l'ouvrage, la partie entre les deux bandeaux qui constitue l'intrados de la voûte s'appelle la douelle. Le type de bandeau tient plus d'une volonté architecturale, il peut être composé de moellons, de pierres de taille ou de briques, la face apparente est généralement plane, bien que quelques ouvrages présentent des moulures, lorsqu'un ornement particulier est désiré. Certains types de bandeaux possèdent des avantages face à d'autres, un bandeau en tas de charge par exemple facilite la mise en œuvre des assises du tympan grâce aux redans présent sur l'extrados, il ne sera donc pas nécessaire de tailler chaque élément du tympan en biseau. On peut également rencontrer des bandeaux dits en corne de vache, dont le principal rôle est d'améliorer l'écoulement des eaux. Les bandeaux sont plus ou moins représentatifs d'une période donnée.
| un rouleau extradossé | à double rouleau  | bloqué                      | à double rouleau non extradossé | en tas de charge |
| --------------------- | ----------------- | --------------------------- | ------------------------------- | ---------------- |
|                       |                   |                             |                                 |                  |
| Ier au XIXe           | II et XIXe        | XIe au XVIIIe               | XIe au XVIIe                    | XVIIe au XVIIIe  |
| Pont Saint-Michel     | Göltzschtalbrücke | Pont dit romain à Estoublon | Pont Lesdiguières               | Pont George-V    |

#### Cas particulier: les buses
Les buses ont une particularité qui les différencie des ponts voûtés traditionnels : les efforts latéraux dus aux remblais autour de celles-ci participent à leurs résistances. Les domaines d'application sont nombreux, on retrouve les buses comme ouvrages hydrauliques, pour les ponceaux qui permettent le franchissement d'un cours d'eau (fossés, ruisseaux, rivières etc.) tout en assurant sa continuité, plus spécifiquement pour les écoducs dont les passages fauniques qui servent aux espèces animales pour traverser des obstacles construits par l'homme et enfin en tant que ponts routiers ou ferroviaires et passages souterrains pour piétons et cyclistes,. Elles peuvent être en béton armé ou non armé, en acier, en pierre ou en polyéthylène haute densité (PEHD) pour les plus petites sections. Les buses doivent disposer d'un dôme de protection d'une hauteur donnée, constitué de remblais compactés de manière à répartir les efforts des futurs usagers, certaines présentent des extrémités dites en sifflet afin de suivre la forme du remblai et d'être mieux dissimulées.
| Type d'ouvrage  | Schéma | Photo                                          | Commentaire |
| --------------- | ------ | ---------------------------------------------- | --- |
| Buse en béton   |        | Passage faunique sur la route Transcanadienne  | Les buses en béton sont présentes sous forme circulaire, elles sont alors préfabriquées, ou en arche. Dans cette dernière forme, la voûte formée peut être du même type que celles rencontrées dans les ponts en maçonnerie, elles sont encastrées ou articulées sur semelles ou radier. Les buses en arche peuvent également être entièrement coulées en place, partiellement ou intégralement préfabriquées. |
| Buse métallique |        | Ponceau à Chesterhill dans l'Ohio (États-Unis) | Elles sont composées de tôles en acier ondulées afin d'être résistantes à la compression, elles sont protégées contre la corrosion à l'aide de galvanisation ou d'aluminisation. Les différentes sections rencontrées sont cylindriques, elliptiques ou arquées. Certaines sont posées sur radier,. |

### Ponts à poutres

Pont à poutre

Les ponts à poutres désignent tous les ponts dont l’organe porteur est une ou plusieurs poutres droites. Ils n’exercent qu’une réaction verticale sur leurs appuis intermédiaires ou d’extrémités et les efforts engendrés dans la structure sont principalement des efforts de flexion. Deux critères permettent de différencier les poutres : la forme ou le matériau, le croisement des deux permettant de déterminer un grand nombre de poutres. Il existe quatre formes de poutres : les poutres à âmes pleines, les poutres caissons, les poutres treillis et les poutres bow-strings, ces dernières sont néanmoins classées parmi les ponts en arc car l'organe porteur principal reste l'arc. Le matériau de constitution de la ou des poutres peut être le métal, le béton armé, le béton précontraint, le bois ou, plus récemment, des matériaux composites tels que la fibre de carbone.

#### Ponts à poutres en béton armé
Les poutres en béton armé sont parallèles sous la chaussée, presque toujours à âme pleine, solidarisées transversalement par des voiles en béton armé formant entretoise. La couverture (le hourdis) est une dalle en béton armé qui joue le rôle de membrure supérieure de liaison des poutres. Selon les dimensions respectives et modes de liaison de ces deux éléments, on distingue trois types de tabliers de ponts en béton armé : les tablier à hourdis nervuré, les tabliers tubulaires (il existe un hourdis inférieur en plus du hourdis supérieur, on peut aussi parler de caisson) et les tabliers en dalle pleine (il n’y a pas de poutre). Ces ponts sont coulés en place. Beaucoup de ponts à portée modérée franchissant routes et autoroutes sont de ce type.
| Type d'ouvrage                      | Coupe ou perspective | Photo                                      | Descriptif |
| ----------------------------------- | -------------------- | ------------------------------------------ | --- |
| Cadre                               |                      | Passage petite faune (A19)                 | Souvent rencontrés en tant que passages inférieurs pour piétons, faune ou ruisseaux, les ponts-cadres sont établis sur radier, ce qui leur confère une très bonne portance, même sur sol de qualité mediocre. Les piédroits (ou culées) ainsi que les murs de tête en retour soutiennent les remblais, ils peuvent faire l'objet d'une recherche architecturale particulière visant à intégrer convenablement l'ouvrage dans le paysage. |
| Portique simple ou double           |                      | Passage grande faune sur l'A14 (Allemagne) | Les portiques sont conçus avec une dalle encastrée sur piédroits et sur piles intermédiaires dans le cas de travées multiples, il n'y a donc pas d'appuis et sur beaucoup pas de joints de chaussée, ce qui les dispense d'une grande partie d'entretien. Certains de ces ouvrages sont en partie ou intégralement préfabriqués et donc très rapides à mettre en place.                                                                  |
| Pont dalle                          |                      |                                            | Les ponts-dalles comprennent une dalle en béton coulée en place à travée unique ou à plusieurs travées continues posée sur appuis et dont la gamme de portées s'étend de 8 à 20 m. L'épaisseur des tabliers varie généralement de 0,45 à 1 m avec un dévers sur la face supérieure pour l'écoulement des eaux, mais peut intégrer des encorbellements en rive qui réduisent la masse de la dalle,.                                       |
| Pont dalle nervurée en béton armé   |                      |                                            | Lorsque la hauteur des poutres est supérieure à trois fois leur largeur, on parle de ponts à poutres sous chaussée, sinon, on parle de dalle nervurée. Le principal but recherché pour cette variante du pont-dalle est une réduction du poids propre du tablier. |
| Poutres sous chaussée en béton armé |                      | Voie d'essai de l'aérotrain d'Orléans      | Dans cette configuration, le tablier est composé d'un hourdis reposant sur des poutres, ces dernières peuvent être en I afin d'être allégée, les parties les plus sollicitées étant les extrémités supérieures (compression) et inférieures (traction). Les poutres sous chaussée, de par leur hauteur ont une plus grande inertie que les dalles nervurées et permettent alors des plus grandes portées.                                |

#### Ponts à poutres en béton précontraint
Les poutres en béton précontraint sont utilisées pour construire des ouvrages dont la portée est au moins de 30 ou 40 m. La panoplie des solutions comporte :
- Les dalles nervurées, qui ne peuvent être construites que sur cintre, et dont la gamme des portées déterminantes n'excède guère la soixantaine de mètres[C 3];
- Les ponts à poutres précontraintes par post-tension, permettant de construire des viaducs à travées indépendantes de portées comprises entre 30 et 60 m[C 3];
- Les ponts-caissons mis en place par poussage unilatéral ou bilatéral (portée principale usuelle comprise entre 35 et 65 m)[C 3];
- Les ponts-caissons construits en encorbellement, permettant d'atteindre couramment des grandes portées de l'ordre de 130 ou 140 m, mais dont le domaine d'emploi s'étend jusqu'à 200 m de portée principale[C 3]. Cette méthode consiste à ériger l'ouvrage symétriquement en porte à faux à partir des piles, par tranches successives appelées voussoirs, coulés en place ou préfabriqués, la stabilité étant assurée par la mise en tension successive des câbles de précontrainte, ancrés à l'extrémité de chaque voussoir[C 4].

| Type d'ouvrage                                           | Élévation ou coupe | Photo                                | Descriptif |
| -------------------------------------------------------- | ------------------ | ------------------------------------ | --- |
| Pont dalle ou dalle nervurée en béton précontraint       | ou                 | Pont sur le canal de Briare (RD2007) | Les tabliers des ponts-dalles en béton précontraint figurent parmi les plus minces et accordent une grande finesse à la structure, ils s'adaptent particulièrement aux ouvrages à grandes courbures et autorisent des portées de 10 à 25 m,. En France, ces ouvrages représentaient 26 % des ponts routiers et 70 % des ponts autoroutiers construits durant l'année 2005 et référencés par le SETRA.                                                                           |
| Viaducs à travées indépendantes à poutres précontraintes |                    | Pont de Champtoceaux                 | Usuellement dénommés ponts de type VIPP, les poutres sont précontraintes par post-tension, elles peuvent avoir des entretoises intermédiaires pour assurer la rigidité transversale, le hourdis supérieur peut-être coulé en comprenant les ailes supérieur des poutres mais l'emploi de prédalles posées sur les poutre permet de s'abstenir de coffrage temporaire. Les portées vont de 30 à 60 m,.                                                                           |
| Poutres précontraintes par adhérence                     |                    | Viaduc sur la Romme                  | On les nomme ponts de type PRAD, les poutres sont précontraintes par pré-tension en usine et acheminées sur chantier. Lorsqu'elles ne sont pas liées au niveau des appuis, elles sont isostatique, dans le cas contraire, elles sont hyperstatiques. Les portées permises par ce type de pont sont de l'ordre de 30 à 50 m,. |
| Poutres caissons en béton précontraint                   |                    | Pont de l'île de Ré                  | Le tablier est précontraint par des câbles de continuité qui assurent l'assemblage des différentes travées, ils peuvent être extérieurs ou noyés dans le béton, ainsi que de câbles de fléau qui soutiennent la structure et les différents voussoirs en phase de construction dans le cas d'une réalisation par encorbellement. L'ouvrage peut-être mono-caisson ou bi-caisson, avoir un tablier à hauteur constante ou variable et présenter un système de bracons latéraux,. |
| Pont à béquilles                                         |                    | Pont de Rječina                      | Les ponts à béquilles permettent, au même titre que les ponts en arc à tabliers portés de franchir de grandes brèches, ils sont également choisis pour leur esthétique qui dégage l'espace et qui épargne le site de ligne verticales, jugées désagréables dans certains paysages,. |
| Pont extradossé                                          |                    | Pont de Twinkle Kisogawa             | Les ponts extradossés ressemblent physiquement aux ponts haubanés à la différence près que les câbles sont continus de part et d'autre du pylône appelé dans ce cas déviateur, ces derniers sont généralement moins grands que les pylônes d'un pont à haubans. Ces ponts se comportent structurellement comme des ponts à poutres mais permettent des tabliers plus légers,.                                                                                                   |

#### Ponts à poutres mixtes acier/béton
Un pont mixte acier/béton comporte des éléments structurels en acier et en béton armé ou précontraint, dont la particularité réside dans le fait de faire fonctionner ces matériaux selon leurs aptitudes optimales, notamment en compression pour le béton et en traction pour l'acier. Ces éléments présentent une solidarisation entre eux, sous forme de liaisons mécaniques, de façon à créer un ensemble monolithique.
Ils connaissent un fort développement depuis les années 1980 avec notamment les ponts bipoutres mixtes qui sont une solution relativement économique pour des portées comprises entre 35 et 80 m. Les ponts à poutre-caisson seront choisis lorsqu'un grand élancement est requis ou lorsque l'ouvrage présente une courbure très prononcée.
| Type d'ouvrage                                | Coupe | Photo                                               | Descriptif |
| --------------------------------------------- | ----- | --------------------------------------------------- | --- |
| Poutrelles enrobées                           |       | Pont ferroviaire sur la ligne Tours - Saint-Nazaire | Le tablier de ces ponts est constitué de poutres en acier laminées partiellement ou totalement enrobées, ils ont l'avantage de ne pas faire appel à un étaiement provisoire durant leurs mise en œuvre, ce qui est très intéressant lorsqu'il est difficile d'interrompre les voies de circulation comme les voies ferrées. Le réseau SNCF comporte beaucoup d'ouvrage de ce genre.                                                      |
| Poutres sous chaussée avec dalle participante |       | Viaduc de la Maine                                  | Il s'agit d'une solution très économique et dont la gamme de portées s'échelonne de 25 à 110 m. Les poutres en I peuvent être à âmes pleines ou en treillis, de hauteur constante ou variable, on retrouve dans cette catégorie d'ouvrage les ponts bipoutres et multipoutres. Les dalle en béton armé sont liaisonnées mécaniquement à ces poutres et au-delà de 13 m de largeur, on utilise couramment la précontrainte transversale,. |
| Caisson en métal avec dalle participante      |       | Viaduc de Jaulny                                    | Les ponts mixtes en poutre-caisson assurent une bonne répartition des charges et particulièrement pour les charges excentriques, ils résistent également très bien à la torsion que l'on retrouve notamment dans les ponts courbes. Différents agencements sont possibles : caissons à cellules multiples, double caissons, utilisation d'entretoises ou de diaphragmes, présence de bracons,                                            |

#### Ponts à poutres métalliques
Les poutres métalliques peuvent être positionnées sous la chaussée ou de part et d'autre de celle-ci. Les poutres à âme pleine sont actuellement les plus utilisées car leur fabrication est relativement aisée. Les poutres caissons ont une meilleure résistance à la torsion que les poutres à âme pleine. Les poutres en treillis, constituées de barres métalliques horizontales, verticales ou obliques, appelées membrures, étaient très utilisées au XIXe siècle ou pour les ponts-rails. Elles ne sont aujourd’hui utilisées que lorsque les contraintes constructives ne permettent pas de mettre en place des poutres sous chaussées. Les poutres bow-strings ne doivent pas être confondues avec les poutres en treillis de hauteur variable. Extérieurement elles y ressemblent, mais il s’agit bien d’arc dont la poutre inférieure de liaison sert de tirant.
| Type d'ouvrage                                                    | Élévation ou coupe | Photo                        | Descriptif |
| ----------------------------------------------------------------- | ------------------ | ---------------------------- | --- |
| Poutres sous chaussée en métal avec dalle orthotrope              |                    | Pont ferroviaire sur la Avon | Ces structures sont intéressantes pour les zones où le risque sismique est élevé, plus les infrastructures sont lourdes et rigides et plus les forces engendrées par un séisme auront d'impact sur celle-ci. Un ouvrage avec poutres métalliques sous chaussée et dalle orthotrope présente cet avantage d'être léger et flexible. Ils sont également utilisés dans les régions très froides comme l'Alaska où des ponts en béton demandent des dispositions de mise en œuvre complexes et coûteuses. |
| Caisson en métal avec dalle orthotrope                            |                    | Pont de Cheviré              | Un caisson est constitué d'éléments visant à raidir la structure et éviter ainsi des phénomènes de flambement, de cisaillement et de torsion. La plupart des caissons sont étanches et certains subissent un traitement d'air afin de prévenir contre les problèmes de corrosion, ils peuvent également être visitables par des techniciens pour vérifier qu'aucun problème ne nuit à la structure,.                                                                                                  |
| Poutres ou caisson en métal sous chaussée sans dalle participante |                    | Pont Guillaume-le-Conquérant | Une dalle est dite non participante dès lors qu'elle ne participe pas à la reprise des efforts de flexion du tablier, ces efforts sont intégralement repris par les poutres ou par un caisson métallique. Certains ouvrages multipoutres disposent d'une dalle béton non liée mécaniquement aux poutres acier, une économie est donc faite car il n'est pas nécessaire de souder de connecteurs entre les deux matériaux,                                                                             |
| Poutres latérales treillis en métal                               |                    | Pont Victoria                | Les poutres latérales porteuses sont formées de barres métalliques triangulées, elles sont différenciées selon l'assemblage général de la structure. Ces constructions sont rapides à mettre en place et sont économiquement intéressantes, de nombreux ponts provisoires utilisent cette technique. |
| Poutres cantilever                                                |                    | Pont du Forth                | Ces ouvrages comprennent des structures en porte-à-faux pour les travées centrales ou pour les travées de rives. Dans le cas du pont du Forth ou du pont de Québec (le plus long dans sa catégorie avec une travée centrale de 549 m), deux structures fonctionnant comme des consoles soutiennent de part et d'autre une travée centrale permettant d'accroître la distance entre les appuis. |
| Pont à tréteaux                                                   |                    | Viaduc de Lethbridge         | Les ponts à tréteaux ou ponts à chevalets sont des ouvrages à portées relativement courtes soutenus par des piles appelées tréteaux conçues le plus souvent en structures triangulées. Ils permettent de franchir de longues et profondes brèches, idéal pour les réseaux ferroviaires, le viaduc de Lethbridge culmine à 95 m de hauteur pour 1 624 m de longueur. |
| Pont à béquilles                                                  |                    | Pont Joseph-Le-Brix          | Les béquilles étaient à l'origine disposées verticalement sous les pieds d'arcs en fer ou en fonte lorsqu'il y avait des contraintes de hauteur comme dans certaines zones urbaines. Le principe s'est développé vers des béquilles obliques pouvant être doublées et articulées en pied, le pont sur le Grand Canal du Havre présente des contre-béquilles qui équilibrent la poussée des béquilles principales.                                                                                     |
| Pont tubulaire                                                    |                    | Pont ferroviaire de Conwy    | Constitué d'un tube métallique raidi par des poutrelles sur ses parties inférieures et supérieures, le pont tubulaire est l'ancêtre des actuels ponts à caissons métalliques à ceci près que les usagers (principalement des locomotives) passent à l'intérieur du caisson. Ils furent cependant délaissés au profit de structures moins onéreuses telles que les ponts en treillis. |

#### Ponts à poutres en bois
Les poutres en bois sont disponibles en deux grandes catégories : le bois massif et le lamellé-collé, les assemblages sont réalisés soit traditionnellement par l'intermédiaire de tenons et mortaises, soit par clouage ou boulonnage. On distingue également les différentes essences utilisées parmi lesquelles nous citerons le pin, le sapin, l'épicéa, le chêne, le châtaignier, le douglas, certaines sont plus adaptées à certaines expositions, il sera préférable par exemple d'utiliser le pin pour un climat maritime. Un des éléments primordiaux pour assurer la durabilité du bois est de le conserver sec.
| Type d'ouvrage           | Élévation | Photo                                 | Descriptif |
| ------------------------ | --------- | ------------------------------------- | --- |
| Poutres en bois massif   |           | Passerelle en bois près de Vallorcine | Probablement le plus ancien type de pont, il est toujours très utilisé aujourd'hui pour franchir de courtes voire très courtes brèches ou de plus longues distances s'il est possible d'intégrer des appuis intermédiaires. Le bois est un matériau renouvelable et présent en abondance, sa bonne résistance à la flexion (dans le sens perpendiculaire au fibres), sa légèreté et sa ductilité ont contribué à son utilisation massive en génie civil,.    |
| Poutres en lamellé-collé |           | Pont de Keystone Wye                  | Les poutres en lamellé-collé sont un assemblage de planches de bois liées à l'aide d'une colle thermodurcissable et résistante mécaniquement qui procure beaucoup d'avantages : réalisation de poutres de grandes portées (jusqu'à 40 m), résistances et rigidité accrues, possibilité de rabouter plusieurs éléments. Des ouvrages beaucoup plus minces qu'en bois massif peuvent alors être réalisés.                                                      |
| Poutres en treillis      |           | Pont sur la Petite Emme à Wolhusen    | Les tout premiers ponts en treillis furent en bois, la première documentation écrite date de 1570 et fut réalisée par Andrea Palladio dans le traité Les Quatre Livres de l'architecture, mais c'est vers la fin du XVIIIe siècle que l'on vit l'essor de ces constructions, notamment aux États-Unis et dans certains pays fortement boisés. Beaucoup de ponts en bois sont couverts afin de se protéger des intempéries, et les portées vont de 20 à 50 m. |
| Pont à béquilles         |           | Pont d'accès à l'aire de Chavanon     | Ils présentent les mêmes avantages esthétiques que les ponts à béquilles en béton ou métalliques, les béquilles réduisent les portées effectives de l'ouvrage, permettant d'atteindre des longueurs entre 20 et 40 m. Le pont d'accès à Chavanon possède la particularité d'avoir une dalle en béton mais celle-ci est non participante. |
| Pont à tréteaux          |           | Kinsol Trestle                        | Utilisés dans les exploitations forestières du XIXe siècle et pour élaborer des lignes de chemins de fer lors de la conquête de l'ouest aux États-Unis, les ponts à tréteaux sont réputés pour être rapides et faciles à mettre en place, les tréteaux sont construits au sol puis relevés à l'aide de treuils et de poulies. Ils sont également utilisés en tant que flume.                                                                                 |

### Pont en arc

Pont en arc

Avec le perfectionnement des propriétés de l'acier et des capacités de calculs apparurent les ponts en arc. Généralement, dans un pont en arc, la rivière ou la brèche est franchie en une seule fois par une seule arche alors que dans le pont à voûtes, le tablier repose sur des piles intermédiaires. Le pont en arc associe la compression à la flexion. Ils se caractérisent par le fait qu’ils exercent sur les culées un effort oblique tendant à écarter les points d’appui. Ils peuvent être différenciés selon la nature des matériaux de l’ouvrage (métal, béton armé, bois), selon la structure ou selon la position du tablier (porté, suspendu ou intermédiaire).
La structure permet de différencier principalement trois types de ponts en arc :
- les ponts encastrés sur leurs points d'appui. Ces ouvrages ne peuvent être réalisés que si le sol est très résistant car ils exercent des poussées importantes sur leurs culées et le moindre déplacement de celles-ci met l’ouvrage en péril.
- les ponts articulés aux deux points d'appui et au milieu de l'ouverture
- les ponts articulés aux deux points d'appui seulement ;

Un autre type de ponts est apparu récemment : les ponts CFST (Concrete Filled Steel Tubular Arch Bridges) qui mixtent plusieurs types de structures et de matériaux. L’arc de ces ponts est constitué de treillis de tubes métalliques remplis de béton. Ils permettent des portées très importantes pour des ponts en arc puisque les plus grands dépassent 400 m de portée.
| Critère                      | Type d'ouvrage    | Élévation | Photo                           | Descriptif |
| ---------------------------- | ----------------- | --------- | ------------------------------- | --- |
| Position relative du tablier | Suspendu          |           | Pont Elgin                      | Le tablier peut-être suspendu à l'arc à l'aide d'un système de suspentes reliant les deux éléments par l'intermédiaire de nœuds d'extrémité communs. Différents types de suspentes peuvent-être employés : câbles ou barres métalliques, potelets en béton armé, poutres en bois. |
| Position relative du tablier | Intermédiaire     |           | La Conner's Rainbow bridge      | Les ponts à tabliers intermédiaires ont l'avantage d'autoriser de grands gabarits fluviaux ou maritimes, et dans le cas où les pieds d'arc se situent sur la rive de l'obstacle à franchir, cela minimise grandement le risque d'éventuels chocs avec des bateaux dans des zones à fortes navigations, comme ce fut malheureusement le cas pour le pont de Tjörn en Suède. |
| Position relative du tablier | Porté             |           | Pont de Bloukrans               | Particulièrement adaptés au franchissement de brèches profondes où il n'est pas concevable de construire d'appuis intermédiaires, les ponts en arc à tabliers portés doivent cependant disposer de supports extrêmement stables pour transmettre tous les efforts de flexion au sol. |
| Matériau                     | Acier             |           | Aggersundbroen                  | L'acier autorise une grande liberté au niveau architectural, ainsi, des constructions tout à fait particulières ont vu le jour à l'exemple des ouvrages de l'architecte Santiago Calatrava. De plus, les plus grandes portées sont réalisées avec l'acier, le pont de Chaotianmen avec sa structure triangulée, atteint la portée record de 552 m. |
| Matériau                     | Béton armé        |           | Pont de Saint-Pierre-du-Vauvray | Le béton est le matériau le plus économique pour les ponts en arc dont la plage de portées s'étend de 35 à 200 m, les formulations de plus en plus sophistiquées permettent d'affiner les ouvrages pour des questions esthétiques et dans le but de réduire les quantités nécessaires, favorisant davantage ces économies et la mise en œuvre des différents éléments. |
| Matériau                     | Pont CFST         |           | Pont de Liantuo                 | Les arcs des ponts CFST sont des tubes en acier remplis de béton. Le béton à l’intérieur du tube d’acier empêche celui-ci de flamber, tandis que le tube d'acier renforce le béton pour résister à des contraintes de tension et améliore sa résistance à la compression et la ductilité. Ce type de pont est apparu en Chine en 1990. En mars 2005, 229 ponts en arc CFST de plus de 50 mètres de portée avaient été construits ou étaient en construction en Chine,.                                                     |
| Matériau                     | Bois              |           | Kintai kyo                      | Matériau écologique et particulièrement esthétique, le bois s'adapte bien aux ponts en arc du fait de sa bonne résistance en compression. L'ossature de ces ouvrages peut être très variée : poutres cintrées, structures triangulées, en bois massif, en lamellé-collé, avec une large gamme d'essence disponible. Leur plage de portées s'étend généralement jusqu'à 60 m,. |
| Nombre d'articulations       | Deux              |           | Viaduc de Garabit               | Les articulations autorisent des déplacements latéraux et verticaux des structures, cela accorde alors une certaine souplesse à l'ensemble. Elles sont employées par exemple sur les ouvrages en arc ferroviaires et plus particulièrement sur les lignes à grande vitesse (LGV) qui conduisent à des sollicitations beaucoup plus importantes dans les différents éléments du pont. Dans le cas de ponts en béton, une articulation à la clef évitera l'apparition de fissures si des tassements surviennent aux appuis,. |
| Nombre d'articulations       | Trois             |           | Viaduc du Viaur                 | Les articulations autorisent des déplacements latéraux et verticaux des structures, cela accorde alors une certaine souplesse à l'ensemble. Elles sont employées par exemple sur les ouvrages en arc ferroviaires et plus particulièrement sur les lignes à grande vitesse (LGV) qui conduisent à des sollicitations beaucoup plus importantes dans les différents éléments du pont. Dans le cas de ponts en béton, une articulation à la clef évitera l'apparition de fissures si des tassements surviennent aux appuis,. |
| Cas particuliers             | Pont lenticulaire |           | Royal Albert Bridge             | Ces ouvrages disposent de deux structures porteuses en arc opposées l'une face à l'autre, rappelant la forme d'une lentille convexe,. Certains possèdent uniquement une arche inférieure en position retournée placée sous le tablier comme c'est le cas pour le pont de Shiosai au Japon. |
| Cas particuliers             | Pont bow-string   |           | Viaduc de Briare                | Des tirants rejoignent les deux extrémités de l'arc et reprennent en grande partie les efforts de flexion. À la différence des ponts en arc, les ponts de type bow-string transmettent des efforts verticaux sur leurs appuis, ils sont donc souvent classés parmi les ponts à poutre, on peut trouver par ailleurs la dénomination poutre bow-string. Ces ouvrages peuvent être métalliques ou en béton, ils s'adaptent à de nombreux domaines : ponts routes, ponts ferroviaires, passerelles.                           |

### Ponts suspendus

Pont suspendu

Les ponts suspendus se présentent sous la forme d'une structure comportant un tablier en acier ou en béton, assurant la continuité de la voie portée et la répartition des charges, et des organes porteurs : les suspentes, les câbles et les pylônes. Les suspentes supportent le tablier et transmettent les charges aux câbles porteurs. Ces derniers, d'allure parabolique, transmettent une réaction verticale sur les pylônes et des efforts de traction dans des câbles de retenue amarrés sur des massifs d'ancrages, excepté pour les ouvrages dits « auto-ancrés » où les câbles sont amarrés sur le tablier.
Dans le cas des ouvrages à travées multiples, les efforts de traction induits par les charges roulantes sont transmis jusqu'aux câbles de retenue par des câbles accrochés sur des selles ou des chariots mobiles en tête des pylônes et appelés « câbles de tête ». Dans le cas général, les câbles de retenue, situés entre les ancrages et les pylônes, ne supportent pas de charge. Les suspentes verticales peuvent être complétées par des haubans inclinés afin de réduire les déformations du tablier. La classification est la suivante.
| Critère             | Type d'ouvrage                    | Élévation | Photo                            | Commentaire |
| ------------------- | --------------------------------- | --------- | -------------------------------- | --- |
| Type de suspensions | Pont suspendu à chaînes           |           | Pont de Hammersmith              | Il s'agit des premiers ponts suspendus modernes, initialement conçus avec des chaînes à maillons, le principe s'étendra à des barres de fer à œillet articulées qui permettent d'atteindre des portées jusqu'alors jamais égalées, l'Anglais Thomas Telford réalisa en 1826 un record de 176 m avec le pont de Menai. Cette technique est cependant très peu utilisée de nos jours. |
| Type de suspensions | Cordages (pont de singe)          |           | Pont de corde inca               | C'est la plus vieille forme de pont suspendu qui ne comportait que des cordes à l'origine, il nécessite peu de moyens et peut être réalisé très rapidement mais il reste fragile et demande beaucoup d'entretien, son usage est aujourd'hui rudimentaire et ne se résume qu'à de courtes portées. |
| Type de suspensions | Câbles métalliques                |           | Passerelle himalayenne du Drac   | Les câbles métalliques sont formés d'un assemblage de fils métalliques cylindriques appelés torons, Marc Seguin révolutionna le concept des ponts suspendus au XIXe siècle en utilisant des câbles en faisceaux de fil de fer, beaucoup plus résistants et légers que les chaînes classiques. Aujourd'hui, ces câbles sont en acier et pour la plupart torsadés, ils nécessitent une protection de surface pour lutter contre la corrosion.                                                                                                 |
| Type de suspensions | Pont caténaire                    |           | Passerelle de Rogue River        | Les tabliers de ce type de pont sont composés de minces segments, en béton le plus souvent, positionnés le long d'un ou de plusieurs câbles porteurs situés sous ce tablier. Ces câbles sont alors partiellement comprimés. Ces ponts, généralement minces, nécessitent peu de matériaux et sont relativement simples à mettre en place, ce qui conduit à des ouvrages économiquement très intéressants. |
| Type de tablier     | Dalle béton et poutre de rigidité |           | Pont de Montjean-sur-Loire       | Les dalles béton liées à des poutres de rigidité sont économiquement plus intéressantes que des tabliers entièrement métalliques, mais ne conviennent qu'aux portées moyennes. La poutre de rigidité placée en tant que garde-corps ou sous le tablier permet de raidir ce dernier et répartie les charges à l'ensemble des suspentes. |
| Type de tablier     | Dalle orthotrope                  |           | Pont du détroit d'Akashi         | Les dalles othotropes sont constituées de plaques d'acier raidies à l'aide de profilés longitudinaux ou transversaux. Ce type de tablier léger associé aux systèmes de ponts suspendus permet aujourd'hui d'atteindre les plus grandes portées, le pont Akashi-Kaikyō au Japon possède une portée principale inégalée de 1 991 m. Actuellement, les ponts suspendus les plus longs utilisent tous ce type de tablier. |
| Type d'ancrage      | Ancrage au sol                    |           | Pont de Tancarville              | Les massifs d'ancrages classiques doivent reprendre tout le poids du tablier par l'intermédiaire des câbles porteurs sous forme de forces de traction, plus le pont est long, et par conséquent lourd, et plus ces forces sont importantes. Ces massifs sont donc très souvent constitués de matériaux lourds comme le béton et peuvent être implantés très profondément dans le sol qui doit être relativement stable. Les câbles porteurs se répartissent dans les massifs afin de répartir les efforts sur une grande surface d'ancrage, |
| Type d'ancrage      | Auto-ancrage                      |           | Pont de Saint-Just-Saint-Rambert | Dans cette configuration, les câbles porteurs sont ancrés au tablier, les massifs d'ancrages (s'il y en a) ne transmettent au terrain que des forces verticales et les forces horizontales sont reprises par le tablier. Le poids propre du tablier contribue également à reprendre les forces de traction dues aux câbles porteurs. Cette solution est adoptée dans le cas où le sol est de mauvaise qualité et ne pourrait retenir des massifs d'ancrages indépendants,.                                                                  |

### Ponts à haubans

Pont à haubans

Les ponts à haubans se présentent sous la forme d'une structure comportant un tablier en acier ou en béton et des organes porteurs : pylônes, en acier ou en béton, travaillant en compression, et câbles inclinés, appelés haubans, travaillant à la traction.
Les ponts à haubans sont principalement différenciés selon leur nombre de pylônes. On distingue ainsi les ponts symétriques à trois travées, les ponts à pylônes uniques et les ponts à travées haubanées multiples. La première famille est la plus nombreuse. Dans de tels ponts les haubans les plus proches des culées sont appelés haubans de retenue. Ils donnent à l’ouvrage l’essentiel de sa rigidité. Dans le cas des ouvrages à pylônes uniques, celui-ci peut être central, encadré par deux travées d’égale longueur, ou bien en position décalée. L’ouvrage peut être entouré ou non de viaducs d’accès. Les structures haubanées à travées multiples permettent de limiter, par rapport à une solution plus classique, le nombre des fondations qui sont en général onéreuses.
| Critère              | Type de pont  | Élévation ou coupe | Photo                   | Commentaires |
| -------------------- | ------------- | ------------------ | ----------------------- | --- |
| Type de nappe        | Eventail      |                    | Pont de Lézardrieux     | Les haubans sont solidarisés entre eux en un point unique en tête de mât. Les haubans courts sont quasiment verticaux et ne s'opposent à aucun déplacement horizontal entre mât et tablier. Pour gérer les phénomènes de retrait ou de dilatation lié à la température, il suffit de libérer la liaison de l'un des mâts au moins avec le tablier. |
| Type de nappe        | Semi-éventail |                    | Pont Rion-Antirion      | Les haubans sont ici ancrés au mât sur une certaine hauteur en tête de celui-ci. Il s'agit d'un compromis entre l'esthétique et l'économie qui permet, entre autres, de faciliter les ancrages des haubans sur le mât. |
| Type de nappe        | Harpe         |                    | Puente de la Mujer      | Dans cette configuration, les haubans sont parallèles entre eux. Son esthétique ne traduit pas la complexité de son comportement mécanique. Les haubans courts s'opposent à tout déplacement horizontal entre mât et tablier et nécessitent la mise en place de dispositifs spéciaux.                                                              |
| Position de la nappe | axiale        |                    | Pont de l'Iroise        | Certains ponts ont été construits avec une suspension axiale. Ils sont en général à caractère autoroutier, pour pouvoir ancrer la suspension dans l'emprise de la bande axiale. Une protection efficace contre les risques de chocs de la suspension par les poids lourds est nécessaire.                                                          |
| Position de la nappe | latérale      |                    | Øresundsbron            | Lorsque la hauteur est modérée, les mâts sont indépendants (ils sont reliés transversalement au niveau des fondations). Lorsque la travée principale est grande, il est en général nécessaire de les solidariser par l'intermédiaire d'une poutre transversale.                                                                                    |
| Type de tablier      | métallique    |                    | Pont d'Oberkassel       | Les tabliers métalliques en dalle orthotrope sont intéressants pour les ponts de grande ou très grande portée principale. Ils permettent de limiter le poids propre à un cinquième environ de celle d'une section en béton. |
| Type de tablier      | béton         |                    | Pont de Koror-Babeldaob | Le développement du haubanage multiple a rendu économique la conception de tabliers en béton coulés en place ou, plus rarement, à voussoirs préfabriqués. Pour les petites portées, la section du tablier est souvent constituée d'une simple dalle, avec des bossages robustes latéraux permettant un bon ancrage des haubans.                    |
| Nombre de mâts       | un            |                    | Nový Most               | Quelques ouvrages ont été construits avec un pylône encadré de deux travées d'égale longueur. Plus fréquemment, la structure est dissymétrique. Lorsqu'il y a un viaduc d'accès, les câbles sont ancrés dans le tablier de ce dernier, sinon un massif d'ancrage est nécessaire.                                                                   |
| Nombre de mâts       | deux          |                    | Pont de Saint-Nazaire   | Il s'agit de la famille de ponts la plus nombreuse. Le rapport entre la portée des travées de rive et de la travée centrale est en général inférieur à 0,4 pour éviter que les haubans de retenue ne se détendent sous certains cas de charges. |
| Nombre de mâts       | multihaubané  |                    | Viaduc de Millau        | Ce type de solution permet de franchir de grandes brèches : terrestre comme pour le viaduc de Millau ou maritime comme le pont Rion-Antirion ou fluviale, comme le pont sur le Gange. Ce dernier, d'une longueur de 1 600 m, comprend 9 travées de 159 m et deux travées de rives de 75 m.                                                         |

## Classification selon la position de la voie franchie
| Critère                               | Type d'ouvrage           | Élévation | Descriptif                                                                             |
| ------------------------------------- | ------------------------ | --------- | -------------------------------------------------------------------------------------- |
| Position relative de la voie franchie | Passage supérieur (P.S.) |           | Ouvrage dont le niveau de la voie franchie est situé au-dessus de la voie principale.  |
| Position relative de la voie franchie | Passage inférieur (P.I.) |           | Ouvrage dont le niveau de la voie franchie est situé en dessous de la voie principale. |

## Classification selon la nature

### Ponts fixes
Les ponts fixes comprennent tous les ouvrages dont l'élément porteur, et en particulier le tablier, est fixe.

### Ponts mobiles
Un pont mobile est un pont dont le tablier est mobile en partie ou en totalité. Lorsque la hauteur du gabarit de navigation est importante (zones portuaires, canaux à grand gabarit), la solution de son franchissement par un ouvrage fixe entraîne la construction d'ouvrages d'accès importants et parfois irréalisables par manque de place. Sous réserve que la largeur du gabarit ne soit que de quelques dizaines de mètres et que le trafic routier ou ferroviaire porté par le tablier soit peu contraignant, il est plus économique d'envisager
le franchissement par un pont mobile capable de s'effacer en cas de besoin devant le trafic de la navigation qui est prioritaire.
On peut distinguer :
- Un pont levant est un pont dont le tablier peut se relever par translation verticale, et libère le passage d'un bateau par exemple.
- Un pont tournant est un pont dont le tablier peut tourner, et libère ainsi le passage d'un bateau.
- Un pont transbordeur est une structure métallique qui permet de faire passer les véhicules et les personnes d'une rive à l'autre dans une nacelle par translation horizontale.
- un pont-levis est un pont mobile qu'on abaisse et relève, pour ouvrir ou fermer le passage au-dessus d'un fossé encerclant un ouvrage fortifié.
- un pont flottant ou pont de bateaux

### Ponts provisoires

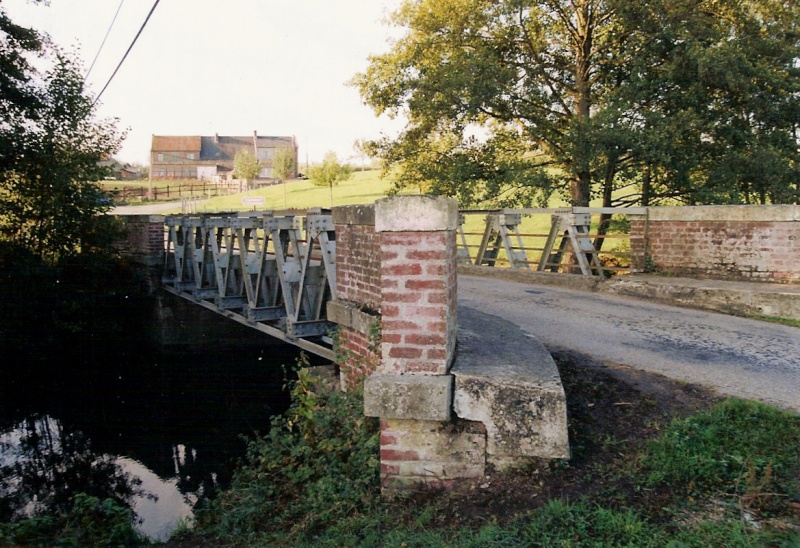
France - Un pont provisoire de Normandie qui dure depuis 1944 …

Un pont provisoire permet d'apporter une solution temporaire de franchissement d'un cours d'eau ou à la dénivellation d'un carrefour.
Ce type de pont est relativement utilisé dans le domaine du génie militaire : les ponts Bailey (ou Callender Hamilton) ou certains « toboggans » en sont des exemples.
D'autres types de ponts provisoires sont les ponts flottants et les ponts de glace, créés dans certaines contrées l'hiver.

### Ponts habités
Un pont habité permettait au Moyen Âge à certains usagers de se loger, il assure plus généralement certaines fonctions liées à la ville.

## Classification selon la taille
Les grands ouvrages routiers sont différenciés des petits par la dénomination d’ouvrages non courants, par opposition aux ouvrages courants.

### Ponts non courants
En France, et dans le domaine routier, la première définition en a été donnée dans la circulaire du 2 janvier 1986, puis dans celle du 27 octobre 1987, puis cette définition a été reprise dans différentes autres circulaires dont celle du 5 mai 1994
Sont considérés comme ouvrages non courants, d´une part, les ouvrages répondant aux caractéristiques suivantes :
- les ponts possédant au moins une travée de plus de 40 mètres de portée ;
- les ponts dont la surface totale de l´un des tabliers dépasse 1 200 mètres carrés[Note 2] ;
- les tranchées couvertes ou semi-couvertes de plus de 300 mètres de longueur ;
- les ponts mobiles et les ponts canaux

Sont également considérés non courants tous les ouvrages ne dépassant pas les seuils précédents, mais dont la conception présente des difficultés particulières, par exemple :
- celles provenant du terrain (fondations difficiles, remblais ou tranchées de grande hauteur, risques de glissement...) ;
- celles sortant des conditions d´emploi classiques (grandes buses métalliques d´ouverture supérieure à 8 mètres, voûtes en béton d´ouverture intérieure supérieure à 9 mètres ou dont la couverture de remblai est inférieure à 1/8 de l´ouverture intérieure, utilisation d´un dispositif ayant pour but de limiter la charge sur l´ouvrage) ;
- celles liées à des modifications de solutions types résultant de la géométrie du tracé ou de recherches architecturales (ponts très biais ou à courbure prononcée…) ;
- celles dues à l´emploi de techniques non codifiées et n´ayant pas fait l´objet d´un avis technique du SETRA (procédés de soutènement spéciaux…) ;
- celles dues au caractère innovant de la technique ou du procédé.

### Ponts courants
A contrario sont considérés comme courants les ouvrages ne répondant pas aux critères ci-dessus.

## Classification selon la brèche franchie

### Viaduc
Un viaduc est un ouvrage d'art routier ou ferroviaire  qui franchit une vallée, une rivière, un bras de mer ou tout autre obstacle et qui présente une hauteur ou une longueur, parfois les deux, plus grande que celle qu'exigerait la seule traversée de la rivière ou de la voie à franchir.
La terminologie de "pont" et de ses "viaducs d'accès" est souvent utilisée. La distinction absolue entre les deux termes n'est toutefois pas clairement définie, certaines publications estiment qu'il convient d'utiliser le mot "viaduc" au-delà de 30 mètres d'ouverture et de 15 mètres de hauteur libre pour un pont voûté, et au-delà de trois travées pour les autres types de ponts.
Ainsi certains ouvrages peuvent avoir deux dénominations, on parle de pont de l'île d'Oléron mais aussi de viaduc d'Oléron. De même pour le pont d'accès à l’île de Ré.

### Nature de la brèche
Un pont est dit terrestre lorsque le pont franchit une rivière, une voie navigable ou tout autre espace terrestre. Il est dit maritime lorsque l'ouvrage franchit un bras de mer.

## Plages de portées selon le type

Portées des ponts selon leurs types

Le graphique ci-dessous présente les plages de portées pour lesquelles chacun des types de ponts présentés ci-dessus est le plus adapté. Il s'agit d'optima financier, qui peuvent être remis en cause pour des raisons esthétiques ou techniques.
Les ponts à voûtes, ou ponts en maçonnerie, n'acceptent que des portées courtes puisque le pont de Trezzo sull'Adda, construit en Italie en 1377 et détruit en 1416, dont la portée était de 72 m a longtemps détenu le record mondial. Le record absolu de portée pour un pont en maçonnerie a été atteint en juillet 2000 avec le pont de Dahne, sur l'autoroute de Jin-Jiao, dans la province de Shanxi en Chine avec une longueur de 146 mètres,.
Le record mondial des ponts à poutres est quant à lui détenu par le pont Rio-Niterói au Brésil, construit en 1974, avec une portée de 300 mètres,. En France, c'est le pont de Cornouaille à Bénodet (1972) qui détient le record avec 200 m de portée principale. Il s'agit du mode de construction le plus répandu pour la plage allant de 5 à 200 mètres de portée.
Particulièrement apte aux très grandes portées, le pont haubané n’est pas pour autant absent du champ des autres portées. Le record est détenu par le pont de Suzhou (ou pont de Sutong) avec 1 088 m.
De 100 mètres de portée jusqu'aux 1 991 mètres du pont du détroit d'Akashi (ou pont Akashi-Kaykio), le pont suspendu est incontournable, lorsqu'il est nécessaire de franchir des très grandes brèches.